# Baraki (série télévisée)
Pour les articles homonymes, voir Baraki.
Production
Diffusion
Baraki est une série télévisée belge créée par Fred De Loof, Peter Ninane et Julien Vargas, écrite par Julien Vargas, Peter Ninane, Sylvain Daï et Pierre Hageman. 
Elle est diffusée depuis le 1 mars 2021 sur Tipik et à l’international sur Netflix.

## Synopsis
Toute la région connaît la famille Berthet. Ce qu'on dit d'eux, c'est que ce sont des "Barakis". Larissa Berthet héberge sa tribu sous son toit, et notamment Yvan, un orphelin du quartier, qu'elle a recueilli et élevé comme son fils. Lorsqu'il apprend qu'il va devenir père, Yvan décide de devenir un homme "normal". Mais un dealer bipolaire local, un flic jaloux, une ex-hystérique et une belle-mère machiavélique en ont décidé autrement... Heureusement sa famille est là pour le soutenir. Mais quand on est un Berthet, il y a des choses simples... qui ne le sont pas.

## Distribution
- Julien Vargas : Yvan Lejeune
- Gémi Diallo : Nathalie Grandjean dite "Nath"
- Pierre Nisse : Didier Berthet
- Sophie Breyer : Jess Berthet
- Jules Barabason : Timmy Berthet
- Sophia Leboutte : Larissa Berthet
- Chantal Pirotte : Gisèle Berthet
- Laura Sepul : Cynthia Klejniak
- Fred De Loof : Rayan Terrier
- Anael Snoek : Cheyenne Terrier
- Juliette Halloy : Stacy [4]
- Jean-Luc Piraux : Jacques
- Frédéric Clou : Patrick Randaxhe
- Valère Bruneau : Jaxon
- Pablo Andres : Pablo
- Sylvain Daï : Père Jean-Baptiste
- Carine Seront : Muriel Grandjean
- Martin Spinhayer
- Sarah Woestyn
- Laurent Van Wetter : Pierre-Marie Grandjean
- Véronique Stas
- Karim Barras
- Sarah Brahy
- Bruno Bulté
- Quentin Marteau
- Francine Laffineuse : Jaqueline (Saison 2)

## Accueil critique
Comparé à la série américaine Shameless, Baraki obtient dés son lancement un succès international,, figurant dans le top 10 des visionnages de la plateforme Netflix. En Belgique, la série est l'une des plus vue sur Auvio et dans le reste du pays.  
Les auteurs de la série expliquent qu'ils ne voulaient pas tomber dans les clichés de classe.  
La saison deux est bien accueillie,. 